# Mambo (Botswana)
Pour les articles homonymes, voir Mambo (homonymie).
Mambo est un village du Botswana.